# Троицкая церковь (Уфа)
Колокол и сохранившиеся элементы декора церкви в экспозиции Башкирского национального музея
Церковь Святой Троицы, бывший собор во имя Смоленской Божией матери (Смоленский собор) — уничтоженный первый православный храм города Уфы. Долгое время являлся главным среди всех храмов города. Располагался на территории Уфимского кремля.

## История
Смоленский собор находился посреди первого Уфимского острога-детинца (позже — кремля), построенного в 1574 году. Близ собора жили воеводы, помещалась воеводская канцелярия, тюрьма. Близ кремля под горою был рынок с площадью. Рядом с кремлём стояли первая деревянная церковь Уфы — часовня святой Троицы, заложенная отрядом стрельцов в 1574 году в Троицын день, с приделами святого Николая Чудотворца и Псковской Божией Матери, и другая деревянная церковь Воздвижения креста.
В 1579 году церковь в честь Казанской Божией Матери (заложенная также в 1574 году, как и Троицкая часовня), существовавшая на месте Смоленского собора, сгорела от молнии вместе с одной из деревянных башен Уфимского кремля, частью палисада и воеводской канцелярии. Казанская церковь была вновь выстроена в 1579 году на прежнем месте.
В 1600 году деревянная церковь Казанской Божией матери была сломана, и на её месте началось строительство каменной церкви во имя Одигитрии Смоленской Божией матери. Строителями новой церкви, по преданию, были смоленские дворяне (полоцкая шляхта), переведённые в Уфу на государеву службу. Также по преданию, храмовая икона Смоленской Божией Матери была принесена как копия с находящегося в Смоленске чудотворного образа — Уфимская икона Смоленской Божией Матери именно точная копия с таковой же копии, находящейся в Москве в Новодевичьем Монастыре, списанной с подлинника в 1525 году, когда великий князь Василий III возвратил Смоленску пленённую его святыню, а у себя в Москве оставил с неё копию, где на Девичьем поле потом основан был девичий монастырь.
В 1616 году новый собор освятили. Строительство велось зодчими новгородско-псковской школы. Собор был очень небольшой: крестообразно построенный пятиглавый храм с троечастным алтарём, как во всех церквях того времени. Окна были высокие и узкие в виде амбразур, так что храм был тёмный внутри. Крыша и все пять глав были черепичные, а их перекрытия — деревянные. Стиль архитектуры собора — византийский. Стены — из кирпича, а также белого камня. Иконостас храма напоминал во многом иконостас Московского Архангельского собора. Кресты всех пяти верхов, маковиц или глав церкви также были похожими на Московские — с полумесяцами, так как подобных не было ни в западных, ни южных, ни северных областях, а исключительно находятся в Москве и в близлежащих городах. В колокольне собора был застенок — место следствия, допросов и пыток.
В 1666 году царь Алексей Михайлович пожертвовал собору серебряный вызолоченный крест (впоследствии, хранившийся в новом главном храме Уфы — Воскресенском соборе, куда была перенесена также более замечательная и ценная утварь). Крест был деревянный, обложенный серебряным позолоченным окладом с 15-ю разноцветными камнями в гнёздах; на верхней части задней стороны креста вычеканена надпись: «Лета 7170/1666 году Марта в день 30 построен сей животворящей крест на Уфу в соборную и апостольскую церковь казною великаго Государя на просвящение и утверждение христианскому народу». Монограммы на кресте: «1. Н. Ц. I. Црь слав. Ис. Хрт.». Пред распятым спасителем, сделанным рельефно, такие же рельефные изображения Божией Матери и святого Иоанна Богослова и двух парящих херувимов.
С 1691 по 1698 годы Казанским митрополитом Маркеллом собору был подарен серебряный вызолоченный крест, напрестольный и воздвизальный, длиной 1/2 аршина, (впоследствии, также хранившийся в Воскресенском соборе). Этот крест был потом обновлён в 1802 году первым Уфимским Епархиальным Епископом Амвросием (Келембет), по открытии здесь епархии в 1799 году. В этом кресте хранились частицы святых мощей святого первомученика Архидиакона Стефана, святого Иоанна Предтечи, святого патриарха константинопольского Иоанна Милостивого, святых мучеников Евстафия Плакиды, Прокопия, Ипатия, Пантелеймона-целителя и Меркурия, святого Никиты Епископа Медиоланского, святого Гурия Архиепископа Казанского, святого Варсонофия Епископа Тверского, святого Иоанна Архиепископа Новгородского, преподобного Сергия Радонежского и святой Великомученицы Варвары. На подножии этого креста вычеканено: «лета 7202/1696 месяца Декабря 2 построися сей животворящей крест господень с чудотворными мощами и посла во град Уфу, в соборную церковь Богородицы Смоленския на общее просвещение всех православных христиан, живущих тамо Смиренный Маркел Митрополит Казанский и Свияжский и рода поминовения души своея родителей своих поновлен 7334/1802 года Амвросием епископом Оренбургским и Уфимским».
В XVII веке к каменному собору с западной стороны были сделаны пристройки, в которых помещались два небольших придела.
В 1679 году дворянами Артемьевыми был основан придел во имя святых Апостолов Петра и Павла.
В 1685 году посадским Курятниковым был основан придел во имя святого Николая Чудотворца.
В XVIII веке при переделке алтарной стены найдены два антиминса начала XVI века, которые и отосланы в Казанскую Духовную Консисторию.
В 1759 году храм сильно пострадал при пожаре Уфимского кремля.
В XVIII веке была пристроена отдельно стоящая двухъярусная колокольня высотой 26 метров, с нижним ярусом в 9,4 метра. Под колокольней находился каземат.
В XVIII веке город Уфа, распоряжением святого Синода, был поручен Вятской Епархии, а бывшая тогда Оренбургская губерния была переименована в Уфимское наместничество.
В марте 1771 года в сводах тёплого собора стал слышаться колокольный звон или гул подобный звону: гул начинался от сводов настоящего Смоленского собора и, проходя по своду, оканчивался в приделе святого Николая чудотворца, и потом снова начинался. Гул слышался более во время заутрени, во время чтения шестопсалмия, и так громко, что заглушал чтеца. Чем ближе приходило время к лету, тем чаще звон возобновлялся и громче слышался. Согласно записям М. С. Ребелинского, свидетелем этого явления был весь город. После обращения к Вятскому Епископу Лаврентию и Оренбургскому губернатору И. А. Рейнсдорфу, последний прислал из Оренбурга архитектора, который обнаружил, что звон происходил от креста, слабо закреплённого в главе, выходящей из свода, и будучи колеблем ветром, производит звук, подобный звону. По указанию архитектора крест сняли, разобрали главу и донесли архиерею и губернатору, что именно крест, упираясь на связи нижним своим концом, производил этот звон. Глава была сложена после этого по-прежнему и тот же крест был утверждён в главе, с той разницей, чтобы он никак не касался связей. Несмотря на всё это, звон продолжился до октября 1774 года, когда Иван Зарубин (Чика) осадил Уфу. По преданию, воевода Борисов и комендант Мясоедов, совершив вокруг города крестный ход с хоругвями, поклялись перед Казанской и Смоленской иконами, что умрут, но Уфы не сдадут. С этого дня, по легенде, странный гул прекратился.
В 1782 году Вятский Епископ Лаврентий, при открытии наместничества, священнодействовал в соборе.
В 1797 году, согласно записям М. С. Ребелинского, Троицкая часовня сгорела от молнии. Для постройки вновь уже каменной церкви святой Троицы с приделом Псковской Божией матери была собрана сумма и изготовлены материалы: кирпич и прочее. Но материалы лежали, и наконец в пожар 1816 года пришли в негодность.
В 1799 года, когда была учреждена Епархия под именем Оренбургской и Уфимской, местопребыванием епархиального архиерея был назначен город Уфа, а не Оренбург, а Смоленский собор стал архиерейскою кафедрой.
В начале 1800 года прибыл в Уфу первый Епископ Амвросий (Келембет), а через 2 года император Александр I возвёл Уфу на степень Губернского города и сюда снова перевезены были из Оренбурга Губернские Присутственные места.
В 1809 году Епископ Августин, преемник Амвросия, прибывает в Уфу. Весь город знал о времени приезда Августина и все ждали его в Смоленском соборе, но Епископ прямо с дороги, ни куда не заезжая, приехал в церковь святого Спаса на Казанской улице, где облачившись, совершил крестный ход в Смоленский собор и там уже служил и приветствовал паству. Августин оставил по себе память в Уфе, как юрист и как аскет в высшей степени: он ходил в ветхих крашенинных рясах, ездил в простой кибитке с рогоженным верхом, вёл жизнь суровую, постническую.
После утверждения плана 1819 года Новой Уфы, пожара 1816 года, и повреждённые пожаром приготовленные материалы для каменной Троицкой церкви, жители старого города стали переселяться на новую территорию, от чего бывший приход Троицкой церкви совсем запустел. Епископ Оренбургский и Уфимский Августин осматривая место бывшей Троицкой церкви, нашёл невозможным построение новой каменной церкви. Собранные же средства он предлагал направить на поправление Смоленского собора и его возможную перестройку.
В 1823 году Епископ Оренбургский и Уфимский Амвросий II, собранные средства на восстановление Троицкой церкви, были направлены на полную перестройку Смоленского собора. Он советовался с горожанами всех сословий, относительно направления этих денег на перестройку. Собор был перестроен настолько, что старинной осталась лишь средняя её часть.
16 сентября 1824 года храм посетил приехавший в Уфу император Александр I.
В 1841 году, со строительством Воскресенского собора, старейший храм Уфы теряет своё первостепенное значение. Смоленский собор становится приходской церковью и получает название «Троицкой», в честь не восстановленной в камне от пожара Троицкой церковью.
После революции 1917 года церковь пытались уничтожить неоднократно.
В 1926 году во время земляных работ по укреплению спуска к Оренбургской переправе, но тогда горожане, обратившись в высокие инстанции, смогли храм отстоять. Именно после этого историки и краеведы города предложили городским властям создать подробный указатель памятников уфимской старины для того, чтобы установить над ними обязательную защиту и охрану. Согласие на это формально было получено, но дело застопорилось.
С 1930 года здание использовалось как кинотеатр «Рот Фронт», затем как склад.
Постановлением БашЦИК от 14 апреля 1933 года церковь была закрыта.
В 1940 году постановлением Совета народных комиссаров БАССР церковь была признана историческим памятником, подлежащим обязательной реставрации и сохранению для потомков.
1 декабря 1955 года Уфимский горсовет принял решение о её уничтожении.
В 1956 году, несмотря на многочисленные протесты уфимцев, и в нарушение всех предыдущих решений городских властей, церковь была взорвана.
Впоследствии на территории Смоленского собора был возведён Монумент Дружбы.

## Уничтожение церкви
На тот момент, здание являлось самым древним из сохранившихся строений Уфы. Для его уничтожения, Уфимский горсовет заключил договор с управлением «Уралвзрывпром».
Взрывные работы велись в течение трёх дней, была израсходована почти тонна тротила. Этого хватило только на то, чтобы расколоть стены на крупные куски. В течение последующих трёх месяцев их дробили кирками заключённые уфимского СИЗО. Осколки развозили самосвалами в разные части города как щебень для городских мостовых.
Эта варварская акция вызвала широкий общественный резонанс.
23 августа 1956 года в Литературной газете появилась статья «В защиту памятников культуры» за подписями тринадцати выдающихся деятелей культуры, среди которых были писатели К. Федин и И. Эренбург, академики И. Грабарь, И. Петровский, М. Тихомиров. Одним из главных аргументов в защиту церкви было как раз то, что она являлась «пугачёвской», была связана с событиями Крестьянской войны.

## Кладбище церкви
На прилегающей к собору территории было изначально устроено кладбище для именитых горожан.
Впоследствии, при перестройке собора в XVIII веке, часть старого кладбища оказалась под собором.
На кладбище был похоронен думный дьяк, русский дипломат Власьев Афанасий Иванович (вторая половина XVI века — не ранее 1610 года) при царях Фёдоре Ивановиче, Борисе Годунове и Лжедмитрии I, который был сослан в Уфу вместе с воеводой Н. В. Годуновым, а затем заключён в тюрьму.
24 декабря 1771 года после издания указа «О сношении губернаторов и воевод с духовными правительствами по отводу мест для кладбищ и построения церквей», кладбище при церкви было закрыто, а новые захоронения были запрещены.
Во время осады города в 1774 году на закрытом кладбище хоронили её защитников, так как это было единственным доступным местом. Однако после снятия осады и прекращения мятежа, были уничтожены следы захоронений из-за запрета.

## Галерея

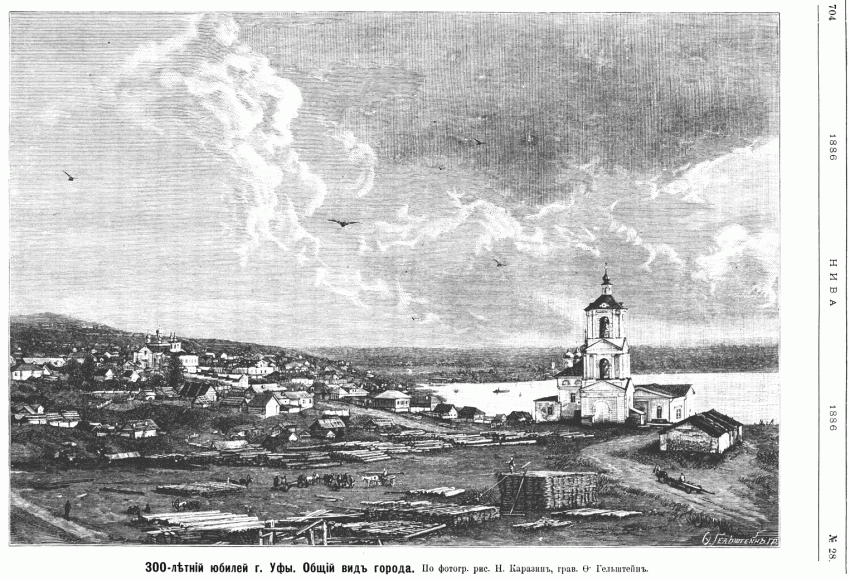
Церковь Троицы Живоначальной
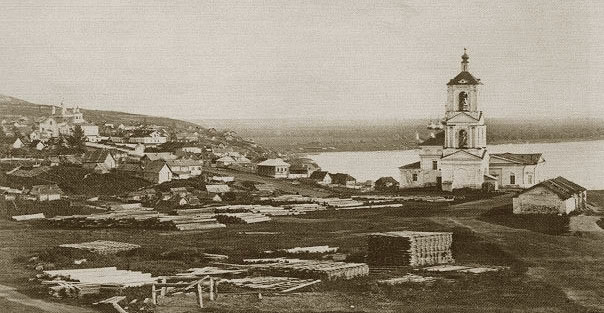
Троицкая церковь
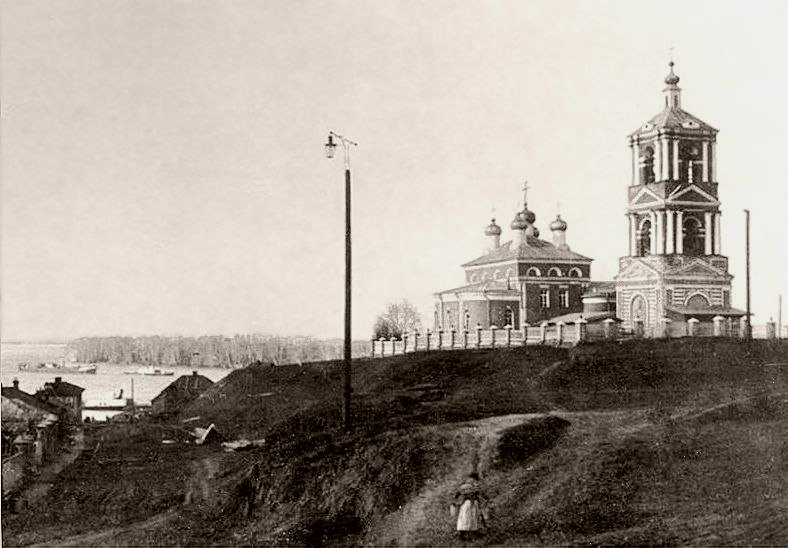
Церковь Троицы Живоначальной
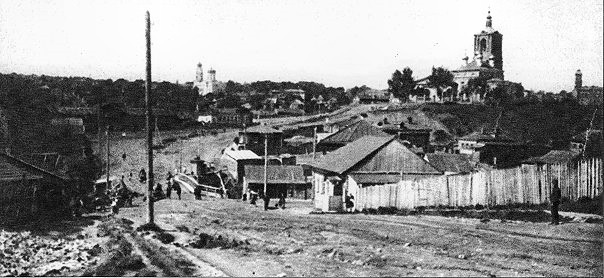
Церковь Троицы Живоначальной
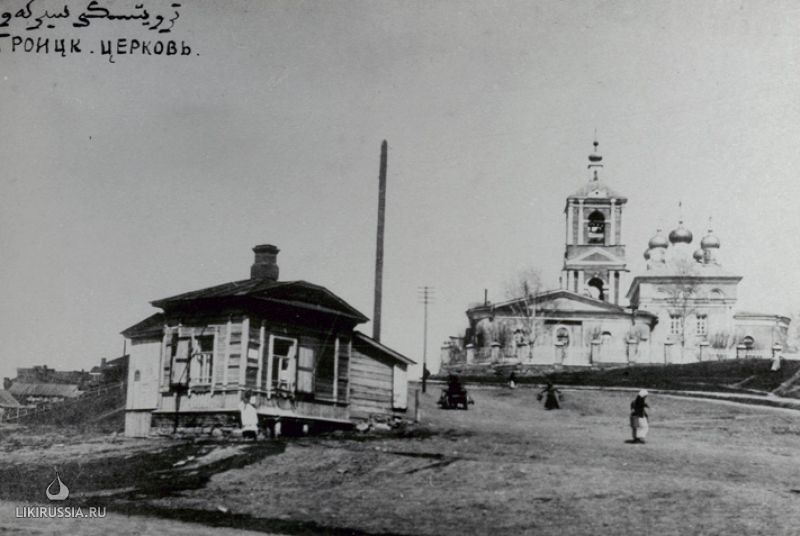
Церковь Троицы Живоначальной
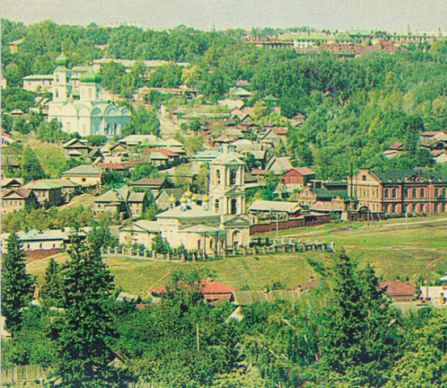
Церковь Троицы Живоначальной